# Байер, Маркус
Маркус Байер (нем. Markus Beyer; 28 апреля 1971,Эрлабрунн, Бавария, Германия — 3 декабря 2018, Берлин, Германия) — немецкий боксёр-профессионал, выступавший в суперсредней (Super middleweight) весовой категории. Бронзовый призёр чемпионата мира 1995 года. Серебряный призёр чемпионата Европы 1996 года. Чемпион мира (по версии WBC, 1999—2000, 2003—2004, 2004—2006)

## Любительская карьера
- 1988 — чемпион ГДР в полулегком весе, выиграл Чемпионат Европы в лёгком весе в Гданьске, (Польша) победил в финале Золтана Лунка (Румыния).
- 1989 — 2-е место на Чемпионате Мира в Байамоне, Пуэрто-Рико, легкий вес
- 1992 — соревновался на Олимпийских играх в Барселоне, в первом среднем весе. Результаты были следующие:
  - Победил Силило Фигота (Новая Зеландия) PTS (16-2)
  - Проиграл Хуану Карлосу Лемусу (Куба) RSCH-1
- 1993 — Чемпион Германии в первом среднем весе, соревновался на чемпионате мира в Тампере, Финляндия
- 1994 — 2-е место в чемпионате Германии, проиграл в финале Марио Вайту[нем.]
- 1995 — Чемпион Германии в первом среднем весе, 3-е место на чемпионате мира в Берлине, Германия
- 1996 — 2-е место на чемпионате Европы в Вайле (Дания) проиграл в финале Франциску Вастаге (Румыния), соревновался на Олимпийских играх в Атланте. Результаты были:
  - Победил Франциска Вастага (Румыния) PTS (17-12)
  - Победил Дьерди Мижейя (Венгрия) PTS (14-3)
  - Проиграл Ермахану Ибраимову (Казахстан) PTS (9-19)
- Любительский рекорд: 274 боев - 235 побед.

## Профессиональная карьера
Байер дебютировал на профессиональном ринге в ноябре 1996 года во втором среднем весе.
11 января 1998 года нокаутировал Александра Боя, и завоевал титул чемпиона Германии по версии BDB.
5 мая 1999 года победил колумбийца, Хуана Карлоса Вилория, и завоевал титул интерконтинентального чемпиона мира по версии IBF.
23 октября Маркус победил в Великобритании местного боксёра, Ричи Вудхолла, и стал новым чемпионом мира по версии WBC.
В мае 2000 года потерпел первое поражение на профессиональном ринге, проиграл нокаутом в финальном раунде британцу Гленну Катли.
5 апреля 2003 года после череды рейтинговых победных боёв, снова вышел на чемпионский поединок. Байер раздельным решением судей победил боксёра из Канады, Эрика Лукаса, и снова стал чемпионом мира по версии WBC.
16 августа 2003 года, в первой защите вновь завоёванного титула, вышел на защиту против непобеждённого австралийского нокаутёра, Дэнни Грина. Уже в первом раунде агрессивный Грин отправил чемпиона на канвас. Во втором раунде Дэнни снова отправил в нокдаун Байера, но в конце раунда случайно нанёс удар головой. Грин выигрывал поединок, но к пятому раунду рассечение сильно начало кровоточить, и Грин был дисквалифицирован. Маркус неуверенно защитил чемпионский титул.
В июне 2004 года Байер потерпел второе поражение. Раздельным решением проиграл титул итальянцу Кристиану Санавии. Был назначен матч-реванш. Во второй схватке Байер нокаутировал Санавию в шестом раунде.
В 2005 году Байер вышел на второй бой с Дэнни Грином. Байер действовал активнее и сумел перебоксировать Грина, хоть и побывал в нокдауне в 12-м раунде. Грин не смог нокаутировать Байера, и Маркус победил близким решением судей, у более уверенно взял реванш в сравнении с первой встречей.
13 мая 2006 года свёл вничью защиту титула с австралийцем камерунского происхождения, Сакио Бика. В четвёртом раунде вследствие удара головой поединок был остановлен, была зафиксирована техническая ничья.
14 октября 2006 года в объединительном поединке за титулы чемпиона мира по версиям WBA и WBC, проиграл нокаутом в третьем раунде непобеждённому боксёру из Дании, Миккелю Кесслеру.
После поражения Байер полтора года не выходил на ринг. В 2008 году провёл рейтинговый поединок, в котором победил по очкам россиянина, Мурада Махмудова. После этого поединка Байер окончательно завершил боксёрскую карьеру.